# セレノフェン
セレノフェン(Selenophene)は、セレンを含む五員環を持つ、不飽和の複素環式化合物である。メタロールの1つであり、芳香族性は、チオフェンと比べると低い。

## 生成
Ida Foaは、1909年にセレノフェンの生成に成功したと主張したが、最初に確認されたのは、1927年のMazzaとSolazzoによるものである。彼らはアセチレンとセレンを一緒に約300℃で加熱した。セレンは炎を上げて燃え、最大15%のセレノフェンが、セレノナフテンとともに生成した。別の生成法としては、フランをセレン化水素、アルミニウムとともに400℃で加熱する。
置換セレノフェンは、β-クロロアルデヒドをセレン化ナトリウム、その後エチルブロモ酢酸と反応させる、Fiesselmanの方法で生成できる。

## 性質
セレノフェン分子は、平らで芳香族性を持つ。そのため、-2または-2,5位で求電子置換反応が起きる。これらの反応はフランより遅いが、チオフェンよりも速い。

## 関連化合物
酸化型には、セレノフェン 1,1-ジオキシドがある。二重結合を持つものには、2-セレノフェン、3-セレノフェンがある。飽和型は、セレノランである。